# Девід Кастро
Девід Кастро (англ. David Castro; нар. 7 лютого 1996 року в Лонг-Айленді, Нью-Йорк) — американський актор. Він найбільш відомий своєю роллю Джастіна Діаза у фільмі 2007 року «Де Бог залишив своє взуття» та роллю вампіра Рафаеля у серіалі «Сутінкові мисливці» (англ. «Shadowhunters»).

## Біографія
Девід Кастро народився 7 лютого 1996 року в Лонг-Айленді, Нью-Йорк. Батько — Альбі Кастро (з Пуерто-Рико), мати — Катлін, американка італійського походження. У нього є три старші сестри і старший брат.
Зараз Девід проживає в Лонг Айленд, Нью-Йорк.

## Кар'єра
Кастро дебютував у 2004 року в фільмі "Паліндроми". Пізніше він з'явився у 2006 році у фільмах  «Як впізнати своїх святих» і «Маленький біженець» разом з сестрою Ракель Кастро. У 2007 році він грав у фільмах "Tracks of Color" та «Де Бог залишив своє взуття». 
У 2008 році він отримав роль у фільмі «27 весіль», де у головних ролях були Кетрін Гейґл та Джеймс Марсден. У 2009 році Девід зіграв у фільмі «Міністри» Джона Легуізамо. Нещодавно він зіграв у фільмі Вільяма Веджіга «Ковані».
У 2016 році телеканал Freeform (до цього відомий як ABC Family) запросив Девіда на одну з провідних ролей — вампіра Рафаеля Сант'яго в телесеріалі «Сутінкові мисливці». Роль у цьому серіалі принесла йому широку відомість.

## Особисте життя
7 років зустрічається з американською моделлю — Пейдж Саймон (англ. Paige Simone). Вони відкрито діляться з фанатами своїми спільними фотографіями у соцмережах.. Актор активно веде свою сторінку в інстаграм під ніком d.l.castro [Архівовано 22 вересня 2018 у Wayback Machine.].

## Фільмографія
| Рік       | Українська назва           | Оригінальна назва                  | Роль                       | Примітки                      |
| --------- | -------------------------- | ---------------------------------- | -------------------------- | ----------------------------- |
| 2004      | Паліндроми                 | Palindromes                        | Карліто                    |                               |
| 2006      | Як впізнати своїх святих   | A Guide to Recognizing Your Saints | молодший брат Ріпера       |                               |
| 2006      | Белла                      | Bella                              | Девід                      |                               |
| 2006      | Маленький бігун            | Little Fugitive                    | Джой                       |                               |
| 2007      | Аранжування                | Arranged                           | Едді                       |                               |
| 2007      | Де Бог залишив своє взуття | Where God Left His Shoes           | Джастін Діаз               |                               |
| 2007      |                            | Tracks of Color                    | Л'юіс Мартінес             |                               |
| 2008      | 27 весіль                  | 27 Dresses                         | Педро                      |                               |
| 2009      | Міністри                   | The Ministers                      | Данте/Перфекто(в 10 років) |                               |
| 2010      | Ковані                     | Forged                             | Мачіто                     |                               |
| 2011      | Хитрощі                    | Fugly                              | Кід Рей                    |                               |
| 2011      | Ми ще там?                 | Are We There Yet?                  | Франкі ДеКосмо             | 2 епізоди                     |
| 2016      | Блакитна кров              | Blue Bloods                        | Л'юіс Едвардс              | 1 епізод                      |
| 2016-2018 | Сутінкові мисливці         | Shadowhunters                      | Рафаель Сант'яго           | Періодична роль (20 епізодів) |